# Horologium Oscillatorium
Horologium Oscillatorium: Sive de Motu Pendulorum ad Horologia Aptato Demonstrationes Geometricae (El reloj de péndulo: o demostraciones geométricas relativas al movimiento de los péndulos aplicadas a los relojes) es un libro publicado por Christiaan Huygens en 1673 y su principal obra sobre péndulos y horología. Se considera una de las tres obras más importantes sobre mecánica del siglo XVII, siendo las otras dos la de Galileo de Discursos y demostraciones matemáticas relativas a dos nuevas ciencias (1638) y la de Newton Philosophiæ Naturalis Principia Mathematica, de Isaac Newton (1687).
Mucho más que una mera descripción de relojes, el Horologium Oscillatorium de Huygens es el primer tratado moderno en el que un problema físico (el movimiento acelerado de un cuerpo que cae) es idealizado a través de un conjunto de parámetros y luego se analiza matemáticamente, y constituye una de las obras fundamentales de la matemática aplicada. El libro también es conocido por su extraña dedicatoria a Luis XIV. La aparición del libro en 1673 fue una cuestión política, ya que en ese momento la República holandesa estaba en guerra con Francia; Huygens estaba ansioso por mostrar su lealtad a su patrón, lo que se puede ver en la obsequiosa dedicatoria a Luis XIV.

## Antecedentes

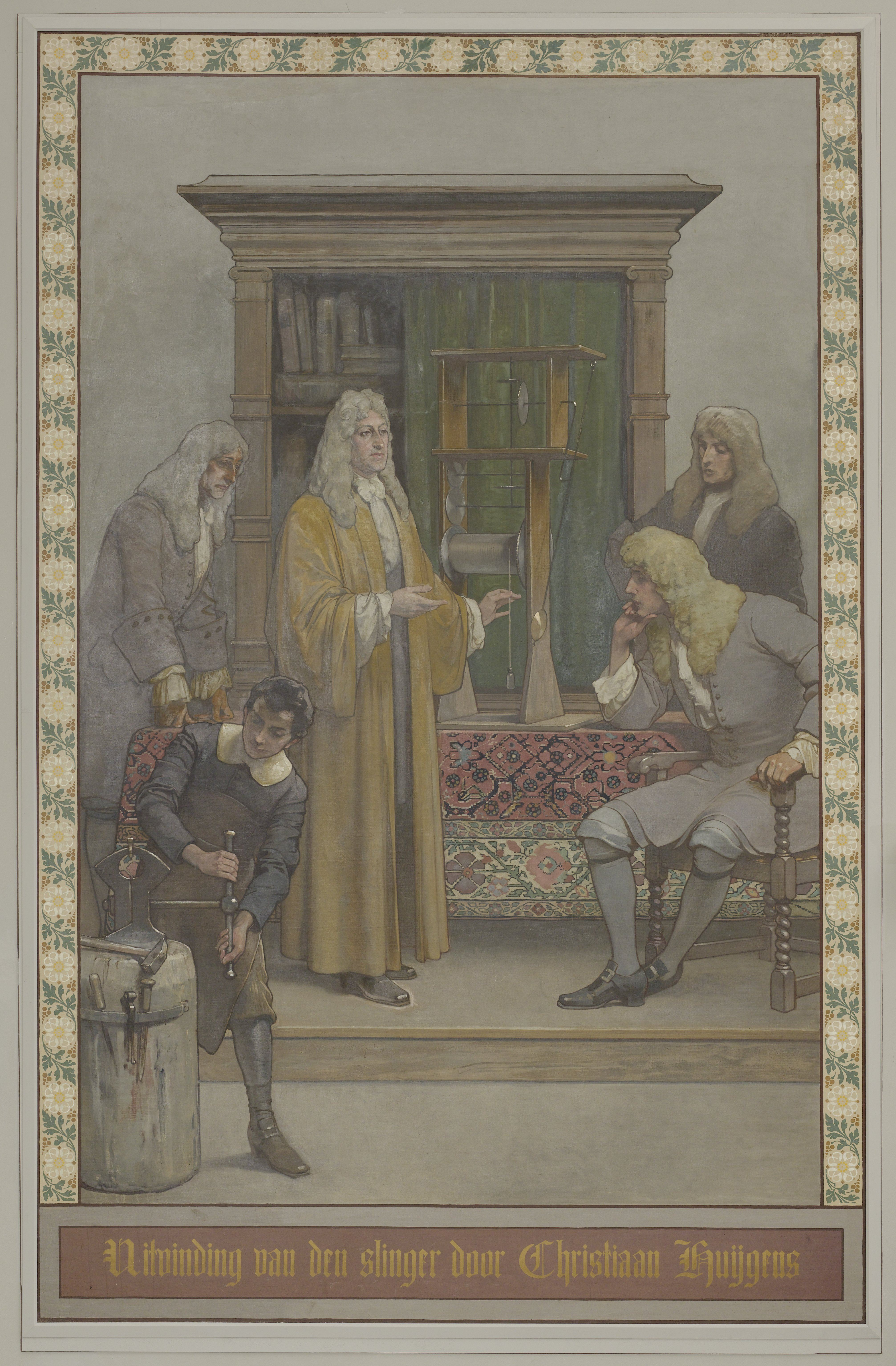
Invención del reloj de péndulo por Christiaan Huygens por Georg Sturm (c. 1885)

El uso de los péndulos para dar la hora no era nuevo, sino que ya había sido propuesto por personas dedicadas a las observaciones astronómicas, como Galileo. Los relojes mecánicos, en cambio, se regulaban mediante balanzas que a menudo eran muy poco fiables. Además, sin relojes fiables, no había una buena forma de medir la longitud en el mar, lo que era especialmente problemático para un país dependiente del comercio marítimo como la República Holandesa.
El interés de Huygens por utilizar un péndulo suspendido libremente para regular los relojes comenzó en serio en diciembre de 1656 y al año siguiente ya tenía un modelo funcional, que patentó y luego comunicó a otros estudiosos como Frans van Schooten y Claude Mylon. Aunque el diseño de Huygens, publicado con el título Horologium (1658), era una combinación de ideas ya existentes, no obstante se hizo ampliamente popular y llevó a que se construyeran muchos relojes de péndulo e incluso se readaptaran a torres de reloj ya existentes, como las de Scheveningen y Utrecht.
Huygens comenzó a estudiar matemáticamente el problema de la caída libre poco después, en 1659, obteniendo una serie de resultados notables. Al mismo tiempo, era consciente de que los periodos de los péndulos simples no son perfectamente tautócronos, es decir, no guardan el tiempo exacto sino que dependen en cierta medida de su amplitud. Huygens se interesó por encontrar una manera de hacer que la masa de un péndulo se moviera de forma fiable e independiente de su amplitud. El avance llegó más tarde, ese mismo año, cuando descubrió que la capacidad de mantener el tiempo perfecto se puede lograr si la trayectoria de la bobina del péndulo es una cicloide. Sin embargo, no tenía claro qué forma dar a las mejillas metálicas que regulan el péndulo para conducir la bobina en una trayectoria cicloidal. Su famosa y sorprendente solución fue que las mejillas debían tener también la forma de un cicloide, en una escala determinada por la longitud del péndulo. Estos y otros resultados llevaron a Huygens a desarrollar su teoría de las evoluciones y le proporcionaron la motivación para escribir una obra mucho mayor, que se convirtió en el Horologium Oscillatorium (1673).
Después de 1673, durante su estancia en la Academie des Sciences, Huygens estudió la oscilación armónica de forma más general y continuó con su intento de determinar la longitud en el mar utilizando sus relojes de péndulo, pero sus experimentos llevados a cabo en barcos no tuvieron mucho éxito.

## Composición

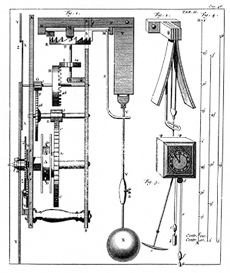
Ilustración del reloj de péndulo experimental de 1673 de Huygens de Horologium Oscillatorium.

En el prefacio, Huygens afirma lo siguiente:

Porque no está en la naturaleza de un simple péndulo proporcionar mediciones iguales y fiables del tiempo... Pero por un método geométrico hemos encontrado una manera diferente y antes desconocida de suspender el péndulo... [de modo que] el tiempo de la oscilación puede elegirse igual a algún valor calculado

El libro está dividido en cinco partes interconectadas. La primera y la última parte del libro contienen descripciones de diseños de relojes. El resto del libro está dedicado al análisis del movimiento del péndulo y a una teoría de las curvas. A excepción de la parte IV, escrita en 1664, la totalidad del libro se compuso en un período de tres meses que comenzó en octubre de 1659.

### Parte I: Descripción del reloj oscilante
Huygens dedica la primera parte del libro a describir en detalle su diseño de un reloj de péndulo oscilante. Incluye descripciones de la cadena sin fin, de una aguja en forma de lente para reducir la resistencia del aire, de un pequeño peso para ajustar la oscilación del péndulo, de un mecanismo de escape para conectar el péndulo a los engranajes y de dos finas placas metálicas en forma de cicloides montadas a ambos lados para limitar el movimiento pendular. Esta parte termina con una tabla para ajustar la desigualdad de la día solar, una descripción sobre cómo dibujar un cicloide, y una discusión sobre la aplicación de los relojes de péndulo para la determinación de la longitud en el mar.

### Parte II: Caída de pesos y movimiento a lo largo de una cicloide
En la segunda parte del libro, Huygens plantea tres hipótesis sobre el movimiento de los cuerpos. Son esencialmente la ley de la inercia y la ley de composición del  movimiento. Utiliza estas tres reglas para reconducir geométricamente el estudio original de Galileo sobre cuerpos que caen, incluyendo la caída lineal a lo largo de planos inclinados y la caída a lo largo de una trayectoria curva. A continuación, estudia la caída constreñida, culminando con una demostración de que un cuerpo que cae a lo largo de una cicloide invertida llega al fondo en un tiempo fijo, independientemente del punto de la trayectoria en el que comienza a caer. Esto, en efecto, muestra la solución al problema de la tautócrona como dada por una curva cicloide. En notación moderna:
{\displaystyle (\pi /2)\surd (2D/g)}
Las siguientes proposiciones se tratan en la Parte II:
| Propuestas | Descripción                                                                         |
| ---------- | ----------------------------------------------------------------------------------- |
| 1-8        | Cuerpos que caen libremente y a través de planos inclinados.                        |
| 9-11       | Caída y ascenso en general.                                                         |
| 12-15      | Tangente de la cicloide, historia del problema y generalización a curvas similares. |
| 16-26      | Caída a través de una cicloide.                                                     |

### Parte III: Tamaño y evolución de la curva

Una ilustración de un círculo rodante que forma una cicloide

En la tercera parte del libro, Huygens introduce el concepto de evoluta como la curva que se "desenrolla" (latín: evolutus) para crear una segunda curva conocida como  involuta. A continuación, utiliza las evolutas para justificar la forma cicloidal de las placas delgadas de la primera parte. Huygens descubrió originalmente el isocronismo de la cicloide utilizando técnicas infinitesimales, pero en su publicación final recurrió a las proporciones y a la reductio ad absurdum, a la manera de Arquímedes, para rectificar curvas como la cicloide, la  parábola y otras curvas de orden superior.
Las siguientes proposiciones se tratan en la Parte III:
| Propuestas | Descripción |
| ---------- | --- |
| 1-4        | Definiciones de evolutivo, involutivo, y su relación.                                                                                     |
| 5-6, 8     | Evolución de la cicloide y de la parábola.                                                                                                |
| 7, 9a      | Rectificación de la cicloide, parábola semicúbica e historia del problema.                                                                |
| 9b-e       | Superficies de círculos iguales a conoides; rectificación de la parábola igual a cuadratura de la hipérbola; aproximación por logaritmos. |
| 10-11      | Evolución de elipses, hipérbolas y de una curva cualquiera; rectificación de esos ejemplos.                                               |

### Parte IV: Centro de oscilación o movimiento
La cuarta y más larga parte del libro se ocupa del estudio del centro de oscilación. Huygens introduce parámetros físicos en su análisis mientras aborda el problema del péndulo compuesto. Comienza con una serie de definiciones y procede a derivar proposiciones utilizando el Principio de Torricelli: que el centro de gravedad de los objetos pesados no puede levantarse a sí mismo, que Huygens utilizó como principio de trabajo virtual. En el proceso, Huygens obtuvo soluciones a problemas dinámicos como el periodo de un péndulo oscilante así como el de un péndulo compuesto, el centro de oscilación y su intercambiabilidad con el punto de giro, y el concepto de momento de inercia y la constante de la aceleración gravitatoria. Hace uso, implícitamente, de la fórmula de caída libre. En notación moderna:
{\displaystyle d=1/2gt^{2}}
Las siguientes proposiciones se tratan en la Parte IV:
| Propuestas | Descripción                                                                                           |
| ---------- | --- |
| 1-6        | Péndulo simple equivalente a un péndulo compuesto con pesos iguales a su longitud.                    |
| 7-20       | Centro de oscilación de una figura plana y su relación con el centro de gravedad.                     |
| 21-22      | Centros de oscilación de figuras planas y sólidas comunes.                                            |
| 23-24      | Ajuste del reloj de péndulo a un peso pequeño; aplicación a un péndulo ciclodial.                     |
| 25-26      | Medida universal de la longitud basada en el segundo péndulo; constante de aceleración gravitacional. |

### Parte V: Diseño alternativo y fuerza centrífuga
La última parte del libro vuelve al diseño de un reloj en el que el movimiento del péndulo es circular, y la cuerda se desenrolla a partir de la evolución de una parábola. Termina con trece proposiciones relativas a los cuerpos en movimiento circular uniforme, sin pruebas, y enuncia las leyes de la fuerza centrífuga para el movimiento circular uniforme. Las pruebas de estas proposiciones fueron publicadas póstumamente en el De Vi Centrifuga (1703).

## Recepción

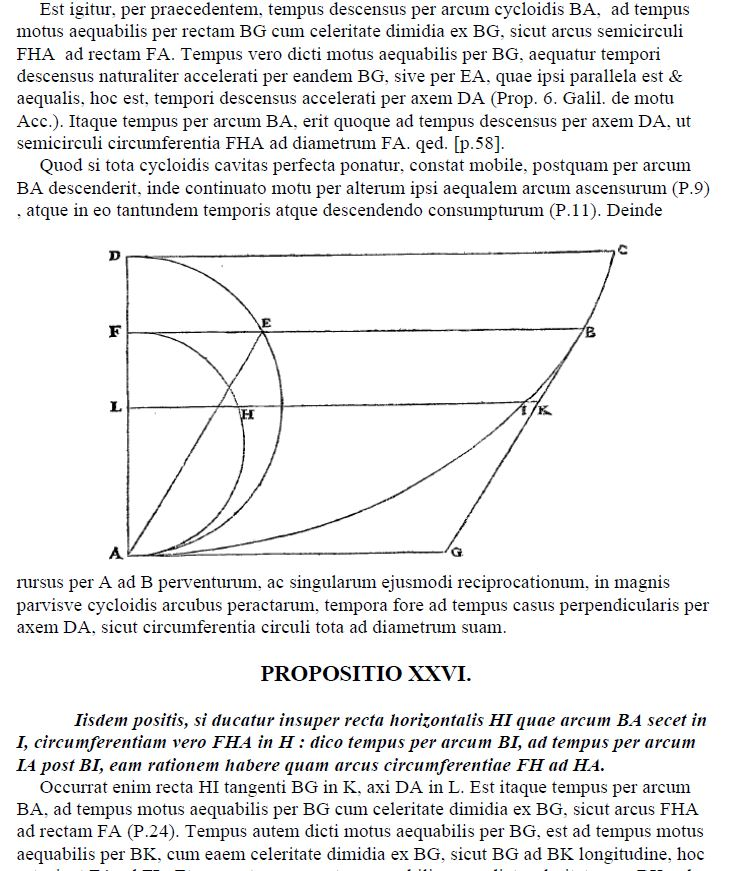
Una página del Horologium Oscillatorium (1673), donde puede observarse el estilo matemático de Huygens.

Las primeras reseñas del Horologium Oscillatorium de Huygens en las principales revistas de investigación de la época fueron generalmente positivas. Una reseña anónima en Journal de Sçavans (1674) elogiaba al autor del libro por su invención del reloj de péndulo "que aporta el mayor honor a nuestro siglo porque es de suma importancia... para la astronomía y para la navegación", al tiempo que señalaba las elegantes, pero difíciles, matemáticas necesarias para comprender plenamente el libro. Otra reseña en el Giornale de Letterati (1674) repetía muchos de los mismos puntos que la primera, con más detalles sobre las pruebas de Huygens en el mar. La reseña en el Philosophical Transactions (1673) elogiaba igualmente al autor por su invento, pero menciona a otros contribuyentes al diseño del reloj, como William Neile, que con el tiempo daría lugar a una disputa de prioridades.
Además de someter su obra a revisión, Huygens envió ejemplares de su libro a personas de toda Europa, entre las que se encontraban estadistas como Johan De Witt, y matemáticos como Gilles de Roberval y Gregory of St. Vincent. Su aprecio por el texto se debió no exclusivamente a su capacidad de comprensión total, sino más bien como un reconocimiento a la categoría intelectual de Huygens, o a la gratitud o fraternidad que implicaba tal regalo. Así, el envío de ejemplares del Horologium Oscillatorium funcionaba de manera similar al regalo de un reloj real, que Huygens también había enviado a varias personas, entre ellas Luis XIV y el Gran Duque Fernando II.

### Estilo matemático
Las matemáticas de Huygens en el Horologium Oscillatorium y en otros lugares se caracterizan por ser análisis geométricos de curvas y movimientos. Su estilo se asemeja mucho al de las geometría griega clásica, y Huygens conocía bien las obras de Apolonio y de Arquímedes. También dominaba la Geometría analítica de Descartes y Fermat, y la utilizó especialmente en las partes III y IV de su libro. Utilizando estas herramientas, Huygens era muy capaz de encontrar soluciones a problemas difíciles que hoy en día se resuelven utilizando Métodos analíticos.
La forma de presentación de Huygens (es decir, axiomas claramente enunciados, seguidos de proposiciones) también causó impresión entre los matemáticos contemporáneos, incluyendo a Newton, quien más tarde reconoció la influencia de Horologium Oscillatorium en su propia obra principal. No obstante, el estilo arquimediano y geométrico de las matemáticas de Huygens pronto cayó en desuso con la llegada del cálculo, lo que dificultó a las generaciones posteriores la apreciación de su obra.

### Legado
La contribución más duradera de Huygens en el Horologium Oscillatorium es su aplicación de las matemáticas para explicar los relojes de péndulo, que fueron los primeros cronómetros fiables aptos para uso científico. Con sus rigurosas disecciones matemáticas de los problemas físicos en un mínimo de parámetros, Huygens abrió el camino para que otros, como la Bernoullis, siguieran trabajando en matemáticas aplicadas en el siglo siguiente.

## Ediciones
El propio manuscrito del libro de Huygens ha desaparecido, pero legó sus cuadernos y correspondencia a la Biblioteca de la Universidad de Leiden, ahora en los Codices Hugeniorum. Gran parte del material de fondo se encuentra en Oeuvres Complètes, vols. 17-18.
Desde su publicación en Francia en 1673, la obra de Huygens está disponible en latín y en las siguientes lenguas modernas:
- Primera publicación. Horologium Oscillatorium, Sive De Motu Pendulorum Ad Horologia Aptato Demonstrationes Geometricae. Latin. París: F. Muguet, 1673. [14] + 161 + [1] pages.
- Edición posterior de WJ's Gravesande. In Christiani Hugenii Zulichemii Opera varia, 4 vols. Latin. Leiden: J. vander Aa, 1724, 15–192. [Repr. as Christiani Hugenii Zulichemii opera mechanica, geometrica, astronomica et miscellenea, 4 vols., Leiden: G. Potvliet et alia, 1751].
- Edición estándar: In Oeuvres Complètes, vol. 18. French and Latin. The Hague: Martinus Nijhoff, 1934, 68–368.
- Traducción al alemán: Die Pendeluhr (trans. A. Heckscher and A. von Oettingen), Leipzig: Engelmann, 1913 (Ostwalds Klassiker der exakten Wissenschaften, no. 192).
- Traducción italiana: L’orologio a pendolo (trans. C. Pighetti), Florence: Barbèra, 1963. [Also includes an Italian translation of Traite de la Lumiere]
- Traducción al francés:. L’Horloge oscillante (trans. J. Peyroux), Bordeaux: Bergeret, 1980. [Photorepr. París: Blanchard, 1980.]
- Traducción en inglés: Christiaan Huygens’ The Pendulum Clock, or Geometrical Demonstrations Concerning the Motion Of Pendula As Applied To Clocks (trans. R.J. Blackwell), Ames: Iowa State University Press, 1986.